# Banda del Matese

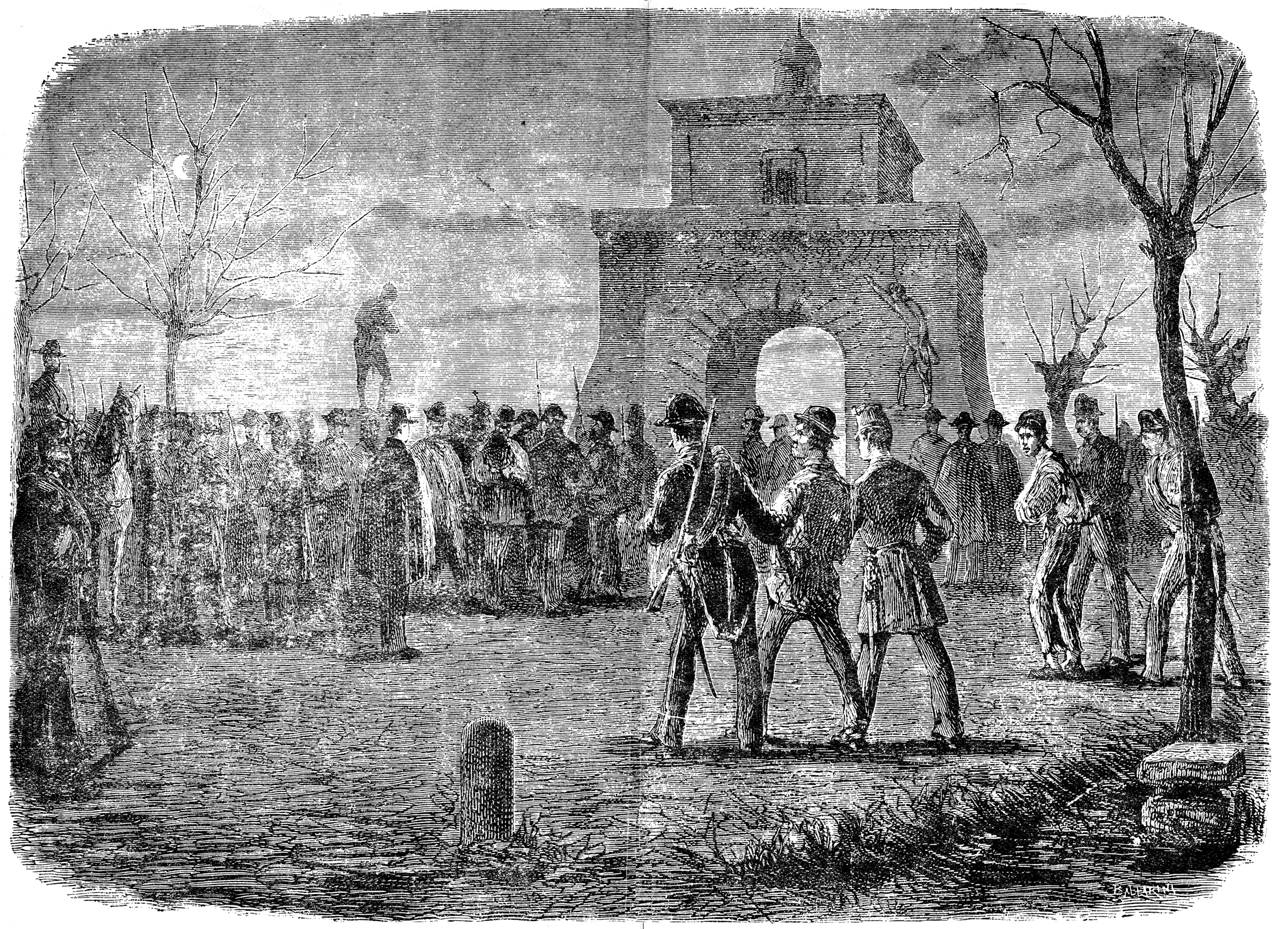
Arresto della Banda del Matese dopo il tentativo insurrezionale

La Banda del Matese fu un gruppo di ispirazione anarchica, protagonista di un tentativo insurrezionale attuato nella zona del Matese nell'aprile 1877. Il gruppo faceva capo alla Federazione italiana dell'Associazione internazionale dei lavoratori. 

## La propaganda del fatto
La Banda del Matese fu la principale applicazione in Italia della politica della Propaganda del fatto teorizzata da Errico Malatesta e Carlo Cafiero al congresso di Berna (1876) dell'Internazionale antiautoritaria:
“La Federazione italiana crede che il fatto insurrezionale, destinato ad affermare con delle azioni il principio socialista, sia il mezzo di propaganda più efficace ed il solo che, senza ingannare e corrompere le masse, possa penetrare nei più profondi strati sociali ed attrarre le forze vive dell'umanità nella lotta che l'Internazionale sostiene”. Si trattava cioè di propagandare le idee anarchiche non solo con le parole ma soprattutto con l'esempio concreto che potesse essere imitato dalle masse popolari, in questo caso vennero individuati come referente rivoluzionario i contadini poveri meridionali.

## La preparazione
Da alcune fonti risulta che il moto fosse stato deciso al congresso di Firenze-Tosi della Federazione italiana dell'Associazione internazionale dei lavoratori (1876) e che la parte organizzativa fosse stata curata da Cafiero, Covelli, Pezzi e Grassi in diverse riunioni segrete. L'esposizione più chiara degli scopi del tentativo insurrezionale si trova in una lettera di Pietro Cesare Ceccarelli, un ex garibaldino che fu tra i protagonisti della Banda:
(Ceccarelli ad Amilcare Cipriani, marzo-aprile 1881,)
Tra gli organizzatori della spedizione c'era anche il populista russo Sergej Michajlovič Kravčinskij (noto come Stepniak), mentre Andrea Costa non partecipò direttamente, forse perché in disaccordo con il progetto, forse più semplicemente per un gioco delle parti (avrebbe potuto appoggiare il moto propagandandolo dall'esterno).

## L'attività della Banda
Secondo il piano un gruppo di armati guidati da Carlo Cafiero, Pietro Cesare Ceccarelli e Errico Malatesta cominciò a concentrarsi in una casa presa in affitto, la taverna Jacobelli a San Lupo, a partire dal 3 aprile 1877. La polizia, messa sull'avviso da una delazione, seguiva da vicino la preparazione insurrezionale e si proponeva di sventarla con un'operazione a sorpresa quando tutti i rivoluzionari si fossero riuniti. Per un errore una pattuglia di carabinieri ebbe uno scontro a fuoco con gli anarchici nella notte tra il 4 e il 5 aprile. Rimasero feriti i carabinieri Santamaria e Asciano (il primo morirà in seguito per una infezione sopravvenuta). Fallita la sorpresa ventisei internazionalisti si inerpicarono precipitosamente sulle montagne. Diversi altri cospiratori vennero arrestati dalla polizia, tra questi Stepniak.
Dopo essere riusciti a far perdere le proprie tracce per due giorni la mattina di domenica 8 aprile gli internazionalisti entrarono nel paese di Letino con le bandiere rosso-nere al vento. Il municipio venne occupato, gli archivi contenenti i titoli di proprietà dati alle fiamme davanti alla popolazione riunita sulla piazza principale, come pure venne distrutto il contatore dell'odiata tassa sul macinato. Il ritratto del re venne fatto a pezzi e Malatesta illustrò alla popolazione gli obiettivi della rivoluzione sociale. Il parroco del paese don Raffaele Fortini intervenne per dichiarare che non vi era una sostanziale differenza tra il Vangelo e gli ideali socialisti. Nel pomeriggio la banda raggiunse il paese di Gallo, dove si ripeterono le medesime scene. Ormai però le forze armate avevano iniziato l'opera di accerchiamento (vennero impiegati dodicimila soldati). La banda tentò vanamente di rompere l'accerchiamento per raggiungere una regione vicina ma infine, stremata dal freddo e dalla fatica, si arrese il 12 aprile ad un reparto di bersaglieri

## Sviluppi giudiziari e politici
Agli eventi del Matese seguì una durissima repressione contro l'Internazionale in tutto il paese. Il rischio che gli insorti venissero giudicati da una corte marziale venne sventato dall'intervento di Silvia Pisacane, figlia di Carlo Pisacane che intervenne presso il ministro degli Interni Giovanni Nicotera.

La carcerazione in attesa di processo durò 15 mesi durante i quali i detenuti costituirono in carcere la sezione dell'Internazionale denominata Banda del Matese. In occasione del congresso di Verviers (6-8 settembre 1878) dell'Internazionale antiautoritaria la sezione incaricò Andrea Costa (allora in esilio) di rappresentarla.

Il processo contro la Banda del Matese si svolse a Benevento dal 14 al 25 agosto 1878 e offrì agli anarchici una tribuna da cui rivolgersi al popolo. Le vicende risorgimentali appena concluse favorivano lo sviluppo di uno spontaneo moto di simpatia nei confronti delle idee dei rivoluzionari. Il processo si concluse con l'assoluzione degli imputati da parte della giuria anche grazie ad una concomitante amnistia concessa per l'avvento al trono di Umberto I.